# Айдельштедт
Айдельштедт (нім. Eydelstedt) — громада в Німеччині, розташована в землі Нижня Саксонія. Входить до складу району Діпгольц. Складова частина об'єднання громад Барнсторф.
Площа — 76,14 км2. Населення становить 1819 ос. (станом на 31 грудня 2021).

## Галерея

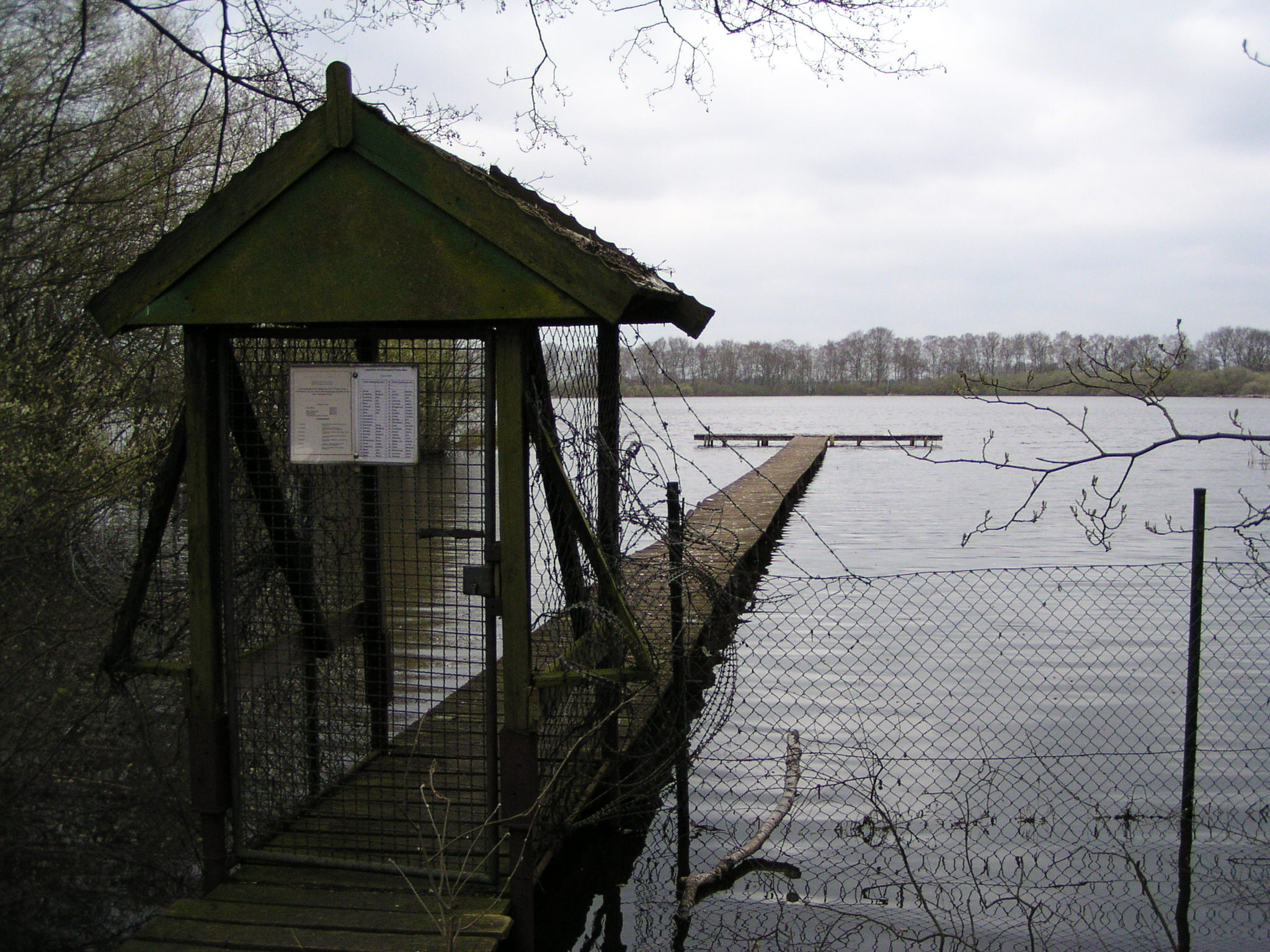